# Palaeomegopis komiyai
Palaeomegopis komiyai là một loài bọ cánh cứng trong họ Cerambycidae.